# Elezioni comunali in Toscana del 2010
Le elezioni comunali in Toscana del 2010 si tennero il 28 e 29 marzo, con ballottaggio l'11 e il 12 aprile.

## Lucca

### Pietrasanta
| Candidati                                                         | Candidati                   | Voti                        | %     | Liste                                    | Voti   | %     | Seggi |
| ----------------------------------------------------------------- | --------------------------- | --------------------------- | ----- | ---------------------------------------- | ------ | ----- | ----- |
|                                                                   | Domenico Lombardi           | 7.099                       | 46,32 | Partito Democratico                      | 4.230  | 30,81 | 9     |
| Federazione della Sinistra                                        | Domenico Lombardi           | 7.099                       | 46,32 | 938                                      | 6,83   | 1     |       |
| Sinistra Ecologia Libertà-Altri                                   | Domenico Lombardi           | 7.099                       | 46,32 | 671                                      | 4,89   | 1     |       |
| Italia dei Valori                                                 | Domenico Lombardi           | 7.099                       | 46,32 | 539                                      | 3,93   | 1     |       |
| Pensionati Democratici Italiani-Partito Socialista Italiano-Altri | Domenico Lombardi           | 7.099                       | 46,32 | 79                                       | 0,58   | -     |       |
|                                                                   | Salvatore Daniele Spina     | 4.235                       | 27,63 | Il Popolo della Libertà                  | 3.303  | 24,06 | 4     |
| Unione di Centro                                                  | Salvatore Daniele Spina     | 4.235                       | 27,63 | 573                                      | 4,17   | -     |       |
| Seggio al candidato sindaco                                       | Seggio al candidato sindaco | Seggio al candidato sindaco | 27,63 | 1                                        |        |       |       |
|                                                                   | Marco Luigi Marchi          | 3.238                       | 21,13 | Insieme a Voi                            | 1.645  | 11,98 | 2     |
| Lega Nord                                                         | Marco Luigi Marchi          | 3.238                       | 21,13 | 575                                      | 4,19   | -     |       |
| Partito Repubblicano Italiano                                     | Marco Luigi Marchi          | 3.238                       | 21,13 | 471                                      | 3,43   | -     |       |
| Seggio al candidato sindaco                                       | Seggio al candidato sindaco | Seggio al candidato sindaco | 21,13 | 1                                        |        |       |       |
|                                                                   | Ermanno Sorbo               | 596                         | 3,89  | Progetto Pietrasanta                     | 549    | 4,00  | -     |
|                                                                   | Moreno Fontana              | 158                         | 1,03  | Per lo Sviluppo di Strettoia-Montiscendi | 155    | 1,13  | -     |
| Totale                                                            | Totale                      | 15.326                      | 100   |                                          | 13.728 | 100   | 20    |